# Le Collectionneur de bandes dessinées
Le Collectionneur de bandes dessinées est une revue d'études sur l'histoire de la bande dessinée fondée en mars 1977 par Michel Béra et Olivier Grimprel, dont les principaux collaborateurs sont Claude Guillot, Michel Denni, Patrice Caillot, Jacques Bisceglia, Dominique Petitfaux, Michel Angot, Philippe Mellot, François San Millan et Patrick Gaumer. Son dernier numéro, portant le numéro 113/114, paraît en octobre 2008.
La revue s'intéresse particulièrement à la bande dessinée des années 1900 - 1970, ainsi qu'à la bande dessinée populaire, sans pour autant délaisser les origines et la période contemporaine. Parmi les collaborateurs épisodiques, citons Yves Varende qui publie Aventures et misères de Johnny l'orphelin dans les numéros 63 et 64. 
Patrice Caillot, l'un des collaborateurs particulièrement actifs durant les premières années, était alors conservateur à la Bibliothèque nationale de France. Il meurt en janvier 2013 à 68 ans.